# Purgier-Lein
Der Purgier-Lein (Linum catharticum), auch Wiesen-Lein, ist eine Art aus der Gattung Lein (Linum).

## Beschreibung

### Vegetative Merkmale
Der Purgier-Lein ist eine einjährige Pflanze, die sommer- oder winterannuell wachsen kann, und dann eine dünne, spindelförmige Wurzel hat. Seltener wächst er zweijährig bis ausdauernd und bildet dann einen schwach verholzten Wurzelstock. Er erreicht eine Wuchshöhe von 5 bis 20 (bis 30) Zentimetern. Die Stängel sind aufrecht bis aufsteigend, dünn und kahl. Sie sind am Grund verzweigt oder einfach. Im Blütenstandsbereich ist der Stängel meist gabelästig.
Die Blätter sind – unüblich bei der Gattung Lein – gegenständig. In den oberen Stängelbereichen werden die Blätter teilweise wechselständig. Die Blätter sind kahl, am Grund ohne Drüsen. Die unteren Blätter haben eine elliptische bis verkehrt-eiförmige Form und sind ein- bis zweimal so lang wie breit. Die mittleren und oberen Blätter sind lanzettlich und bis 1 Zentimeter lang, dabei zwei- bis sechsmal so lang wie breit.

### Generative Merkmale
Die Blütenstände sind Dichasien. Die Blüten haben einen Durchmesser von 4 bis 5 Millimeter; vor dem Aufblühen sind sie nickend. Die Blütenstiele sind länger als ihre Tragblätter und kahl. Die Blüten sind fünfzählig. die Kelchblätter sind 2 bis 3 Millimeter lang, von schmal elliptischer Gestalt, am Ende zugespitzt, einnervig und am Rand drüsig bewimpert. Die Kronblätter sind (3 bis) 4 bis 5 (bis 6) Millimeter lang. Ihre Farbe ist weiß mit gelbem Grund. Die Staubblätter sind rund 2 Millimeter lang. Der Fruchtknoten trägt fünf eiförmig-kopfige Narben auf rund 0,5 Millimeter langen Griffeln.
Die Fruchtstiele stehen aufrecht. Die Kapsel ist kugelförmig, 2 bis 3 Millimeter lang. Die falschen Scheidewände innen sind behaart. Die Samen sind elliptisch, abgeflacht und 1 bis 1,5 Millimeter lang. Ihre Oberfläche ist glatt und hellbraun.
Die Blüten sind homogame bis schwach proterogyne, geruchlose, Nektar führende, etwas trichterige Scheibenblumen; die Staubbeutel stehen auf gleicher Höhe wie die Narben, anfangs aber relativ weit von diesen entfernt; später nähern sie sich den Narben, so dass eine spontane Selbstbestäubung eintreten kann. Die Bestäubung erfolgt vor allem durch kleinere Zweiflügler. Die Samenausbreitung geschieht epizoochor durch Klebsamen.
Die Blütezeit reicht von Juni bis August.
Die Chromosomenzahl beträgt 2n = 16.

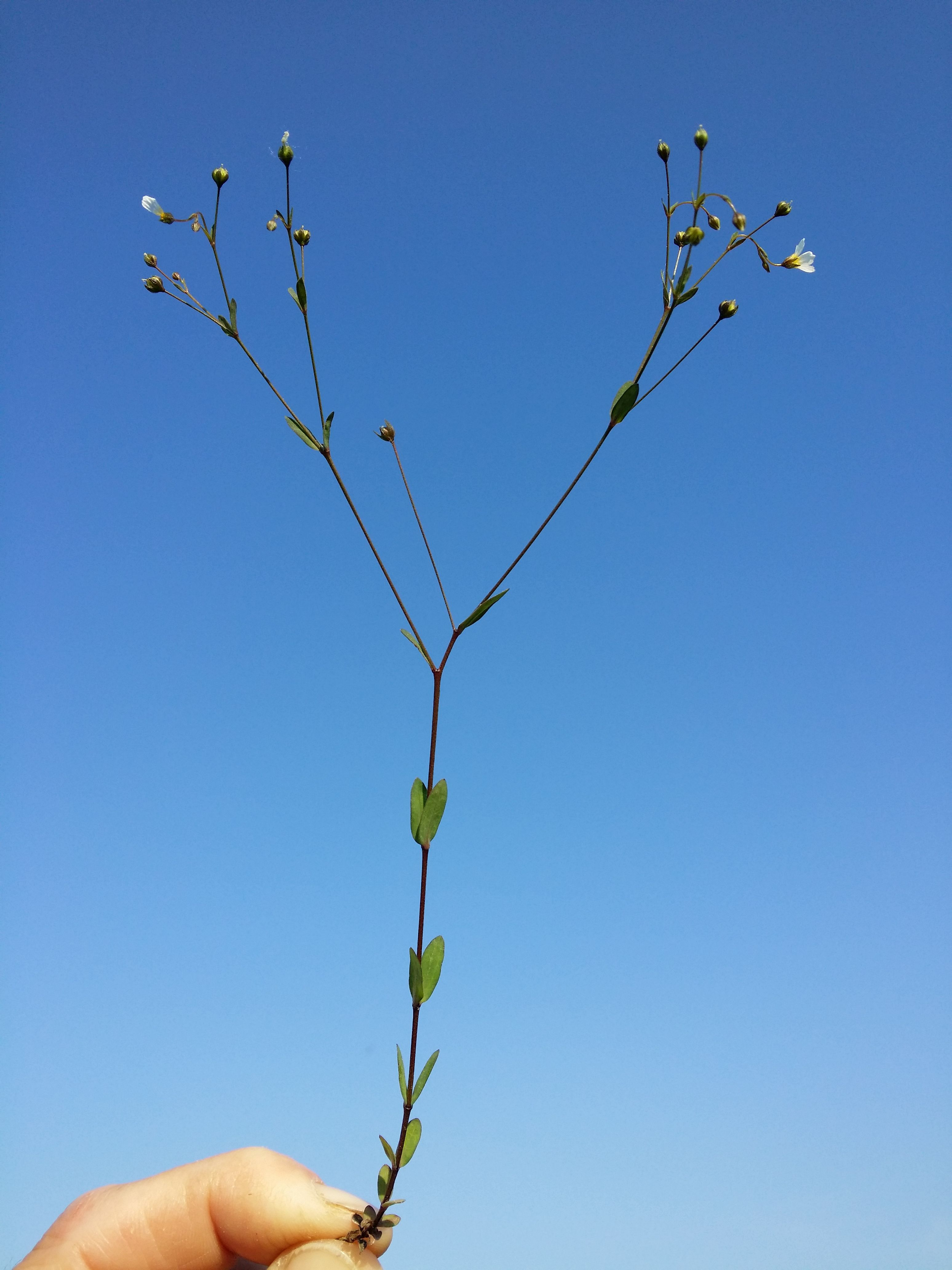
Habitus

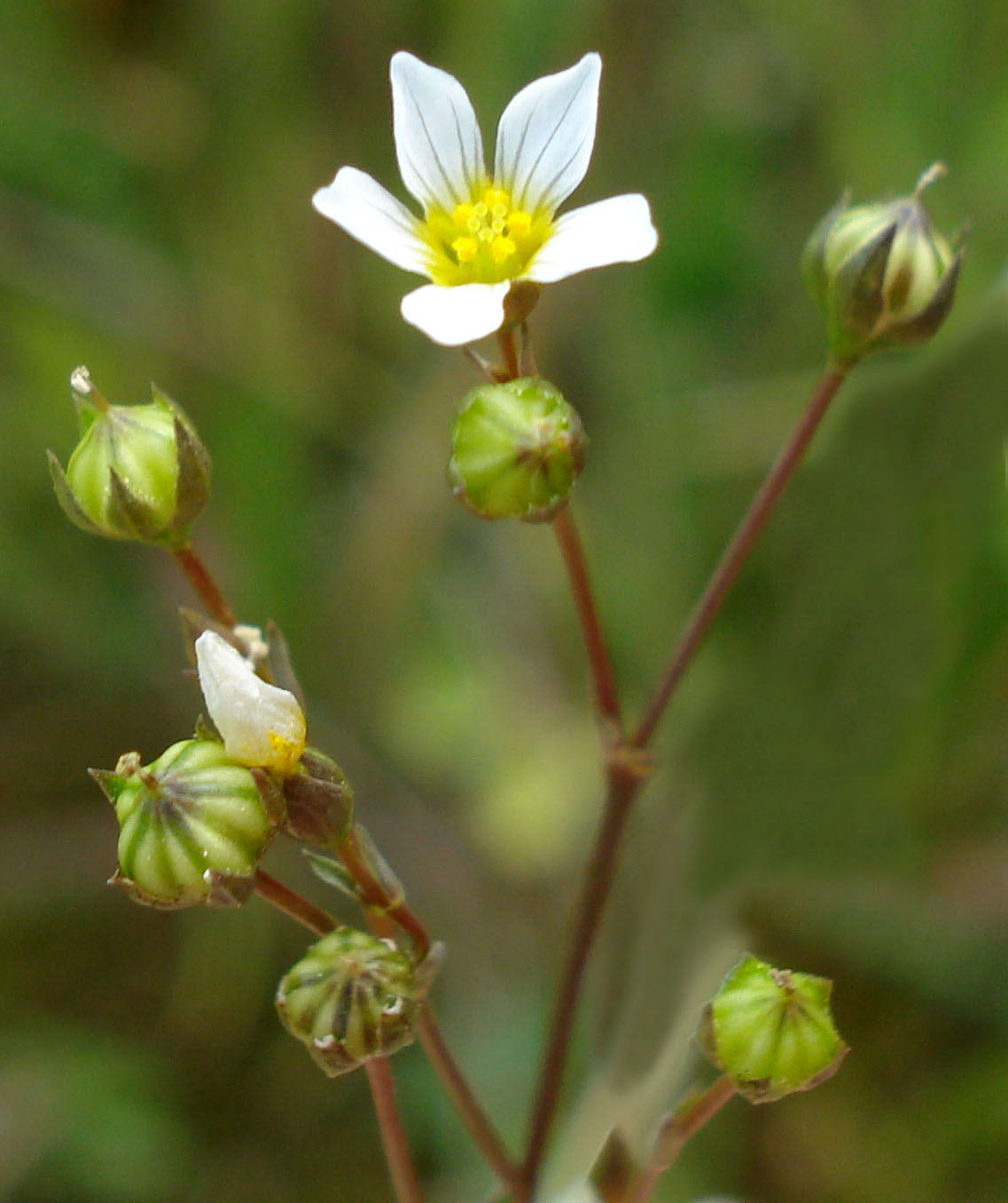
Blütenstand

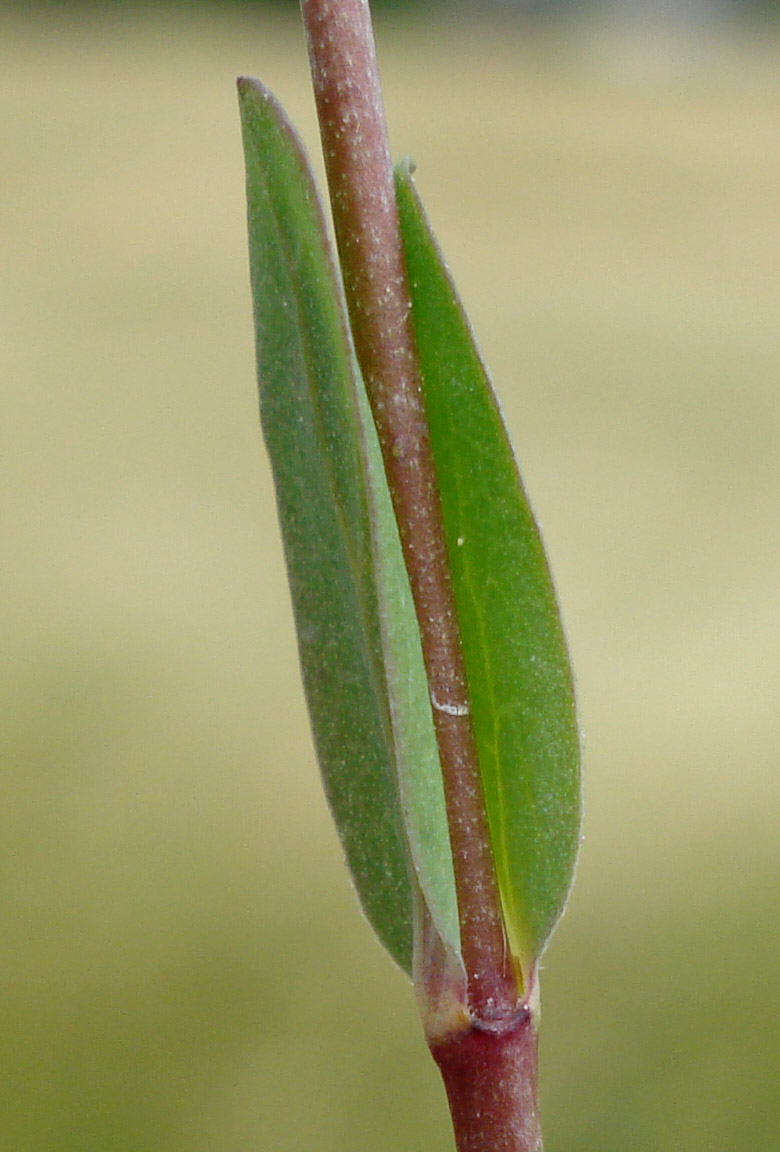
Gegenständige Laubblätter

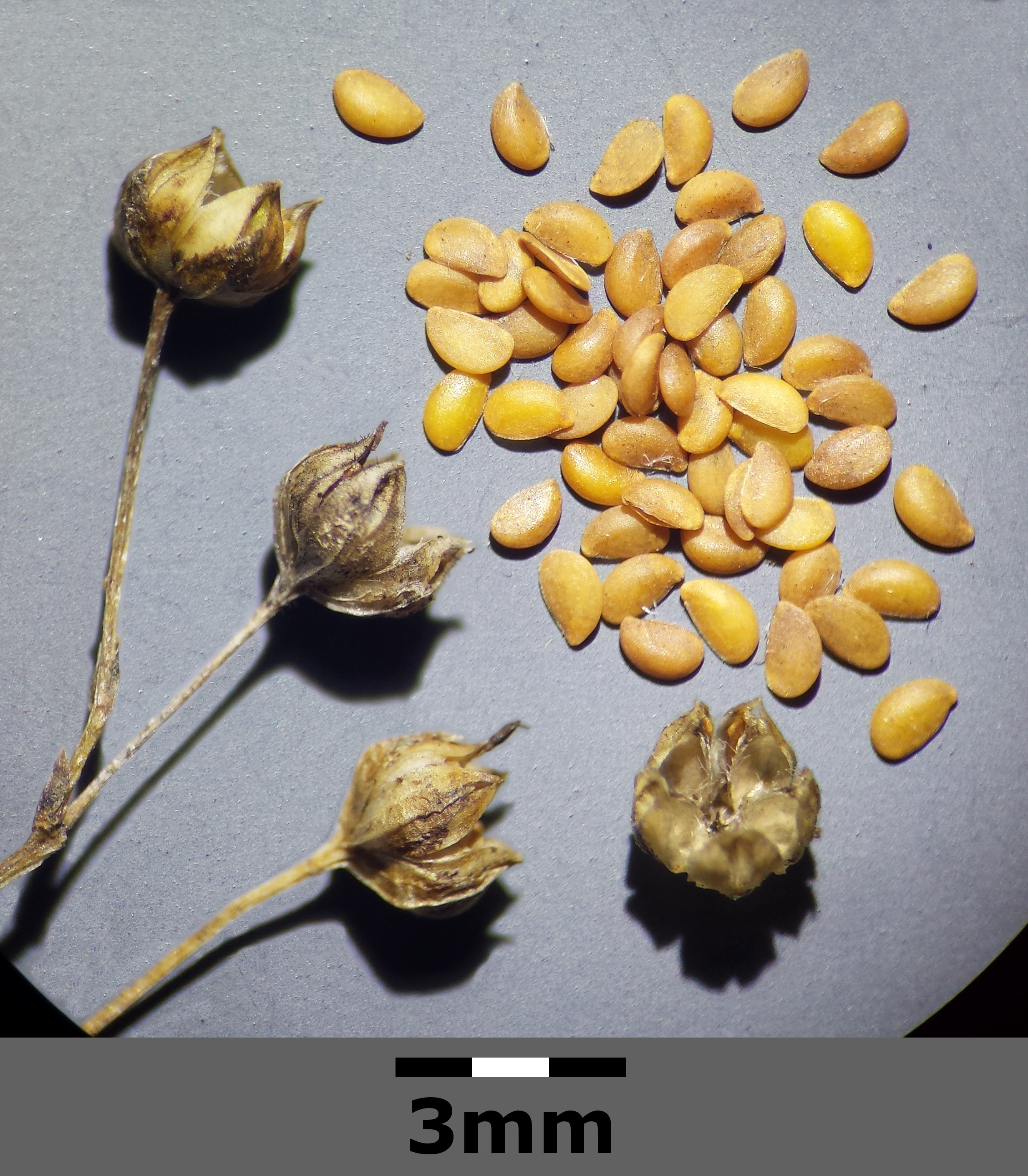
Kapselfrüchte mit Samen

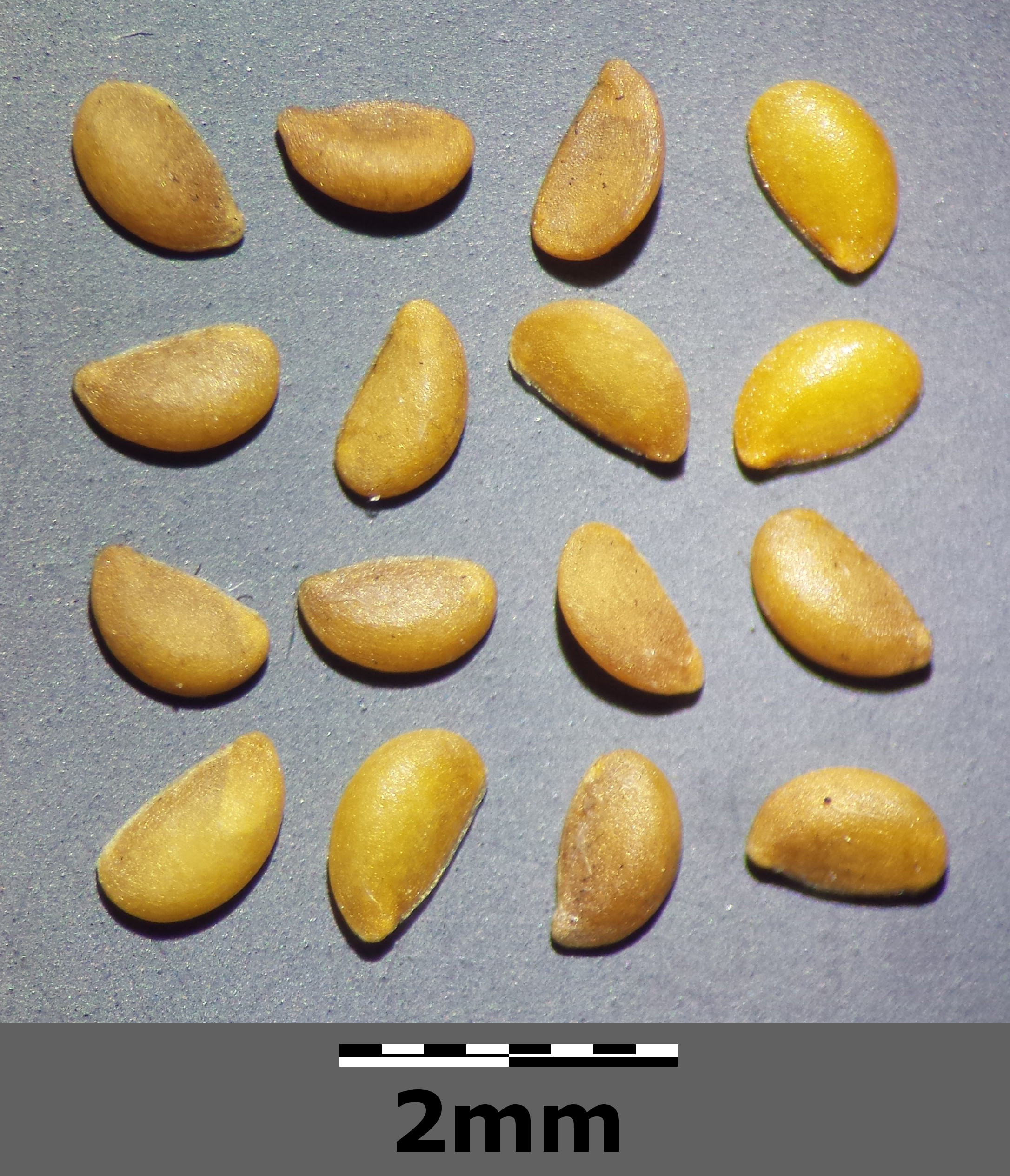
Samen

## Ökologie
Der Purgier-Lein ist in tieferen Lagen ein Therophyt, im Gebirge wird er aber zweijährig bis ausdauernd.
Die Blüten sind homogame bis schwach proterogyne, geruchlose, Nektar führende, etwas trichterige Scheibenblumen; die Staubbeutel stehen auf gleicher Höhe wie die Narben, anfangs aber relativ weit von diesen entfernt; später nähern sie sich den Narben, so dass eine spontane Selbstbestäubung eintreten kann. Die Bestäubung erfolgt vor allem durch kleinere Zweiflügler. Die Samenausbreitung geschieht epizoochor durch Klebsamen.
Der Pugier-Lein wird vom rotfleckigen Leinrost (Melampsora lini) befallen.

## Verbreitung
Der Purgier-Lein kommt in der meridionalen und borealen Zone der ozeanisch getönten Bereiche Eurasiens vor: Das Verbreitungsgebiet reicht im Norden bis zu den Britischen Inseln, Island und Skandinavien, im Süden bis zu den Gebirgen Marokkos, Spaniens, Italiens, der Balkanhalbinsel, Anatoliens, des Kaukasus und dem Elburs-Gebirge im Iran. Im östlichen Kanada und den nordöstlichen Vereinigten Staaten sowie in Neuseeland ist die Art eingebürgert.
In Deutschland kommt er in allen Bundesländern vor. Bundesweit gilt er als nicht gefährdet, in einigen Bundesländern ist er als gefährdet eingestuft. In Österreich ist er in allen Bundesländern vertreten und nicht gefährdet. Gleiches gilt für die Schweiz.
Der Purgier-Lein kommt häufig in Moorwiesen und in Quellfluren vor. Er bevorzugt feuchte, kalkreiche, meist dichte Böden. Er ist ein Tonzeiger und eine Pionierpflanze mit endotropher Mykorrhiza. Er fehlt teilweise in Gebirgen mit Silikatböden.
In den Alpen steigt er in Deutschland bis zu 2310 m Höhe auf, in den Allgäuer Alpen am Südfuß des Widdersteins noch bis 2200 m. Im Kanton Wallis steigt die Art bis 2300 Meter, im Engadin im Tal der Ova Chamuera bis 2373 Meter, bei Arosa bis 2300 Meter und in Tirol bis 2340 Meter Meereshöhe auf.
Nach Heinz Ellenberg ist er eine Halblichtpflanze, ein Schwachsäure- bis Schwachbasenzeiger und eine Ordnungscharakterart der Feuchtwiesen und Bachuferfluren (Molinietalia). Er kommt aber auch in Gesellschaften der Verbände Caricion davallianae, Mesobromion, Arrhenatherion oder Seslerion vor.
Die ökologischen Zeigerwerte nach Landolt et al. 2010 sind in der Schweiz: Feuchtezahl F = 2+w+ (frisch aber stark wechselnd), Lichtzahl L = 3 (halbschattig), Reaktionszahl R = 4 (neutral bis basisch), Temperaturzahl T = 4 (kollin), Nährstoffzahl N = 2 (nährstoffarm), Kontinentalitätszahl K = 3 (subozeanisch bis subkontinental), Salztoleranz 1 = tolerant.

## Systematik
Der Purgier-Lein wurde 1753 von Carl von Linné in Species Plantarum Tomus 1, S. 281 erstveröffentlicht. Der taxonomische Wert der als Linum catharticum subsp. suecicum (Murb.) Hayek abgetrennten ausdauernden Formen ist unsicher; es könnte sich auch nur um Standortmodifikationen handeln.

## Inhaltsstoffe, Anwendung
Früher bereitete man aus dem Purgier-Lein einen abführenden, in größeren Mengen Brechreiz auslösenden Tee. Daher hat die Pflanze ihren deutschen Namen (purgieren für abführen) und ihren botanischen Artnamen catharticum (lateinisch für Reinigungsmittel) erhalten. Sie enthält den giftigen Bitterstoff Linin und wird deshalb heute in dieser Form nicht mehr als Arzneimittel eingesetzt.